# 163 v.Chr.
163 v.Chr. is een jaartal volgens de christelijke jaartelling.

## Gebeurtenissen

### Egypte
- Ptolemaeus VI Philometor keert met Romeinse steun terug in Alexandrië en wordt weer als farao van de Ptolemaeën op de troon geplaatst. De Egyptenaren komen tegen zijn (Grieks) bewind in opstand, maar de rebellie wordt met wrede hand onderdrukt. Daarna wordt Egypte in twee provincies verdeeld. Ptolemaeus VI behoudt zijn regeringszetel in Alexandrië en Ptolemaeus VIII Euergetes II vestigt zich in Cyrenaica.

### Europa
- Koning Archmail (163 - 157 v.Chr.) volgt zijn broer Beldgabred op als heerser van Brittannië.

### Perzië
- Timarchus, gouverneur van Medië, wordt regent over de jonge koning der Seleuciden Antiochus V Eupator.

## Geboren
- Marcus Aemilius Scaurus (~163 v.Chr. - ~89 v.Chr.), Romeins consul en staatsman